# 7516 Kranjc
7516 Kranjc este un asteroid din centura principală de asteroizi.

## Descriere
7516 Kranjc este un asteroid din centura principală de asteroizi. A fost descoperit pe 18 iunie 1987 la Observatorul San Vittore din Bologna. El prezintă o orbită caracterizată de o semiaxă mare de 2,31 ua, o excentricitate de 0,24 și o înclinație de 7,6° în raport cu ecliptica.